# Duseniella patagonica
Duseniella patagonica – gatunek roślin z rodziny astrowatych (Asteraceae). Reprezentuje monotypowy rodzaj Duseniella. Jest endemitem Argentyny.

## Morfologia
PokrójRoślina zielna osiągająca do 10 cm wysokości.
LiściePierwsze (dolne) naprzeciwległe, w górze łodygi skrętoległe, siedzące. Blaszka równowąska do wąskolancetowatej, całobrzega, trójnerwowa.
KwiatyZebrane w pojedynczy, siedzący koszyczek. Okrywa dzwonkowata z 4 rzędami listków. Dno koszyczka wypukłe i nagie. Kwiaty w koszyczku w liczbie 30–35, takie same morfologicznie, ale na skraju koszyczka są żeńskie, a wewnątrz – obupłciowe. Korona żółta, 5-krotna, szczeciniasta. Pręciki osadzone u nasady korony, z wolnymi nitkami. Główki pręcików z nasadą długostrzałkowatą z całobrzegim wyrostkiem łącznika. Szyjka słupka rozwidlona.
OwoceNiełupki walcowate, owłosione, z puchem kielichowym łuseczkowatym i orzęsionym.

## Systematyka
Pozycja systematyczna
Gatunek z monotypowego rodzaju Duseniella z plemienia Barnadesieae i podrodziny Barnadesioideae w obrębie rodziny astrowatych (Asteraceae). 